# Collegio uninominale Lombardia 4 - 02 (2017)
Il collegio elettorale uninominale Lombardia 4 - 02 è stato un collegio elettorale uninominale della Repubblica Italiana per l'elezione della Camera tra il 2017 ed il 2022.

## Territorio
Come previsto dalla legge elettorale italiana del 2017, il collegio era stato definito tramite decreto legislativo all'interno della circoscrizione Lombardia 4.
Era formato dal territorio di 114 comuni: Albaredo Arnaboldi, Albuzzano, Arena Po, Badia Pavese, Bagnaria, Barbianello, Bascapè, Belgioioso, Borgarello, Borgo Priolo, Borgoratto Mormorolo, Bornasco, Bosnasco, Brallo di Pregola, Bressana Bottarone, Broni, Calvignano, Campospinoso, Canevino, Canneto Pavese, Casanova Lonati, Casatisma, Castana, Casteggio, Cava Manara, Cecima, Ceranova, Certosa di Pavia, Chignolo Po, Cigognola, Codevilla, Copiano,   Corteolona e Genzone, Corvino San Quirico, Costa de' Nobili, Cura Carpignano,   Filighera, Fortunago, Gerenzago, Giussago, Godiasco Salice Terme, Golferenzo,   Inverno e Monteleone, Landriano, Lardirago, Linarolo, Lirio, Magherno, Marcignago, Marzano, Menconico, Mezzanino, Miradolo Terme, Montalto Pavese, Montecalvo Versiggia, Montescano, Montesegale, Monticelli Pavese, Montù Beccaria, Mornico Losana, Oliva Gessi, Pavia, Pietra de' Giorgi, Pieve Porto Morone, Pinarolo Po, Ponte Nizza, Portalbera, Rea, Redavalle, Retorbido, Rivanazzano Terme, Robecco Pavese, Rocca de' Giorgi, Rocca Susella, Rognano, Romagnese, Roncaro, Rovescala, Ruino, San Cipriano Po, San Damiano al Colle, San Genesio ed Uniti, San Martino Siccomario, San Zenone al Po, Santa Cristina e Bissone, Santa Giuletta, Santa Margherita di Staffora, Santa Maria della Versa, Sant'Alessio con Vialone, Siziano, Spessa, Stradella, Torrazza Coste, Torre d'Arese, Torre de' Negri, Torrevecchia Pia, Torricella Verzate, Travacò Siccomario, Trivolzio, Val di Nizza, Valle Salimbene, Valverde, Varzi, Vellezzo Bellini, Verretto, Verrua Po, Vidigulfo, Villanterio, Vistarino, Volpara, Zavattarello, Zeccone, Zenevredo e Zerbo.
Il collegio era quindi interamente compreso nella provincia di Pavia.
Il collegio era parte del collegio plurinominale Lombardia 4 - 01.

## Eletti
| Elezione | Elezione | Deputato            | Partito      |
| -------- | -------- | ------------------- | ------------ |
|          | 2018     | Alessandro Cattaneo | Forza Italia |

## Dati elettorali

### XVIII legislatura
Come previsto dalla legge elettorale, 232 deputati erano eletti con sistema a maggioranza relativa in altrettanti collegi uninominali a turno unico.
| Candidati              | Candidati                     | Voti    | %     | Liste                           | Voti    | %     |
| ---------------------- | ----------------------------- | ------- | ----- | ------------------------------- | ------- | ----- |
|                        | Alessandro Cattaneo ✔️ Eletto | 76 863  | 48,00 | Lega                            | 42 518  | 26,55 |
| Forza Italia           | Alessandro Cattaneo ✔️ Eletto | 76 863  | 48,00 | 26 874                          | 16,78   |       |
| Fratelli d'Italia      | Alessandro Cattaneo ✔️ Eletto | 76 863  | 48,00 | 6 518                           | 4,07    |       |
| Noi con l'Italia - UDC | Alessandro Cattaneo ✔️ Eletto | 76 863  | 48,00 | 953                             | 0,60    |       |
|                        | Chiara Scuvera                | 37 199  | 23,23 | Partito Democratico             | 31 203  | 19,49 |
| +Europa                | Chiara Scuvera                | 37 199  | 23,23 | 4 814                           | 3,01    |       |
| Italia Europa Insieme  | Chiara Scuvera                | 37 199  | 23,23 | 717                             | 0,45    |       |
| Civica Popolare        | Chiara Scuvera                | 37 199  | 23,23 | 465                             | 0,29    |       |
|                        | Iolanda Nanni                 | 35 090  | 21,91 | Movimento 5 Stelle              | 35 090  | 21,91 |
|                        | Martina Draghi                | 4 733   | 2,96  | Liberi e Uguali                 | 4 733   | 2,96  |
|                        | Giorgia Spairani              | 2 187   | 1,37  | CasaPound                       | 2 187   | 1,37  |
|                        | Raffaella Imperatrice         | 1 266   | 0,79  | Potere al Popolo!               | 1 266   | 0,79  |
|                        | Daniela Mainardi              | 1 185   | 0,74  | Italia agli Italiani            | 1 185   | 0,74  |
|                        | Stefano Bruson                | 573     | 0,36  | Il Popolo della Famiglia        | 573     | 0,36  |
|                        | Mauro Vanetti                 | 484     | 0,30  | Per una Sinistra Rivoluzionaria | 484     | 0,30  |
|                        | Paola Varinelli               | 389     | 0,24  | 10 Volte Meglio                 | 389     | 0,24  |
|                        | Raffaella Novellino           | 159     | 0,10  | PRI - ALA                       | 159     | 0,10  |
| Totale                 | Totale                        | 160 128 | 100   |                                 | 160 128 | 100   |
|                        |                               |         |       |                                 |         |       |
| Voti non validi        | Voti non validi               | 5 558   | 3,35  |                                 |         |       |
| Votanti                | Votanti                       | 165 686 | 74,99 |                                 |         |       |
| Elettori               | Elettori                      | 220 946 |       |                                 |         |       |